# Euidella vanduzeei
Euidella vanduzeei är en insektsart som beskrevs av Frederick Arthur Godfrey Muir och Giffard 1924. Euidella vanduzeei ingår i släktet Euidella och familjen sporrstritar. Inga underarter finns listade i Catalogue of Life.